# Jane Ross
Jane Ross (* 18. September 1989 in Rothesay) ist eine ehemalige schottische Fußballspielerin. Für die schottische Fußballnationalmannschaft spielte sie von 2009 bis 2024 international.

## Karriere

### Verein
Ross begann ihre Karriere mit 13 Jahren bei den Paisley Saints GFC mit denen sie in der West of Scotland Girls’ League spielte. Mit 15 spielte sie erstmals international bei einem U-15-Spiel gegen die Niederlande. Mit 17 Jahren wechselte sie zu Glasgow City LFC und wurde mit der Mannschaft fünfmal in Folge Meister der Scottish Women’s Premier League. Zudem gewann sie mehrmals den schottischen Pokal der Frauen und den Ligapokal. Mit dem Verein nahm sie auch an der UEFA Women’s Champions League 2010/11, 2011/12 und 2012/13 teil. Sie kam auf 14 Einsätze, in denen sie sechs Tore erzielte. Bei der ersten Teilnahme scheiterten sie noch in der Qualifikation am deutschen Vizemeister FCR 2001 Duisburg. 2011/12 konnten sie sich in der Qualifikation bei einem Turnier in Serbien gegen den serbischen, färöischen und maltesischen Meister durchsetzen, wozu sie drei Tore beisteuerte. Im Sechzehntelfinale wurde der isländische Meister Valur Reykjavík ausgeschaltet. Im Achtelfinale gab es dann aber zwei hohe Niederlagen (0:10 und 0:7) gegen den deutschen Meister 1. FFC Turbine Potsdam. 2012/13 konnten sie sich in der Qualifikation beim Miniturnier in Finnland zusammen mit dem finnischen Meister gegen den kroatischen und moldauischen Meister durchsetzen. Dabei schoss sie beim 1:1 gegen die Finninnen das erste Tor. Zwar konnten die Finninnen noch ausgleichen, wodurch beide für das Sechzehntelfinale qualifiziert waren, bei einer Niederlage wäre die Schottinnen aber ausgeschieden. Im Sechzehntelfinale gegen den dänischen Vizemeister Fortuna Hjørring konnte sie bei der 1:2-Heimniederlage mit ihrem ersten Tor in der K.-o.-Runde den Anschlusstreffer erzielen, nach einem torlosen Remis in Dänemark schieden sie aber aus.

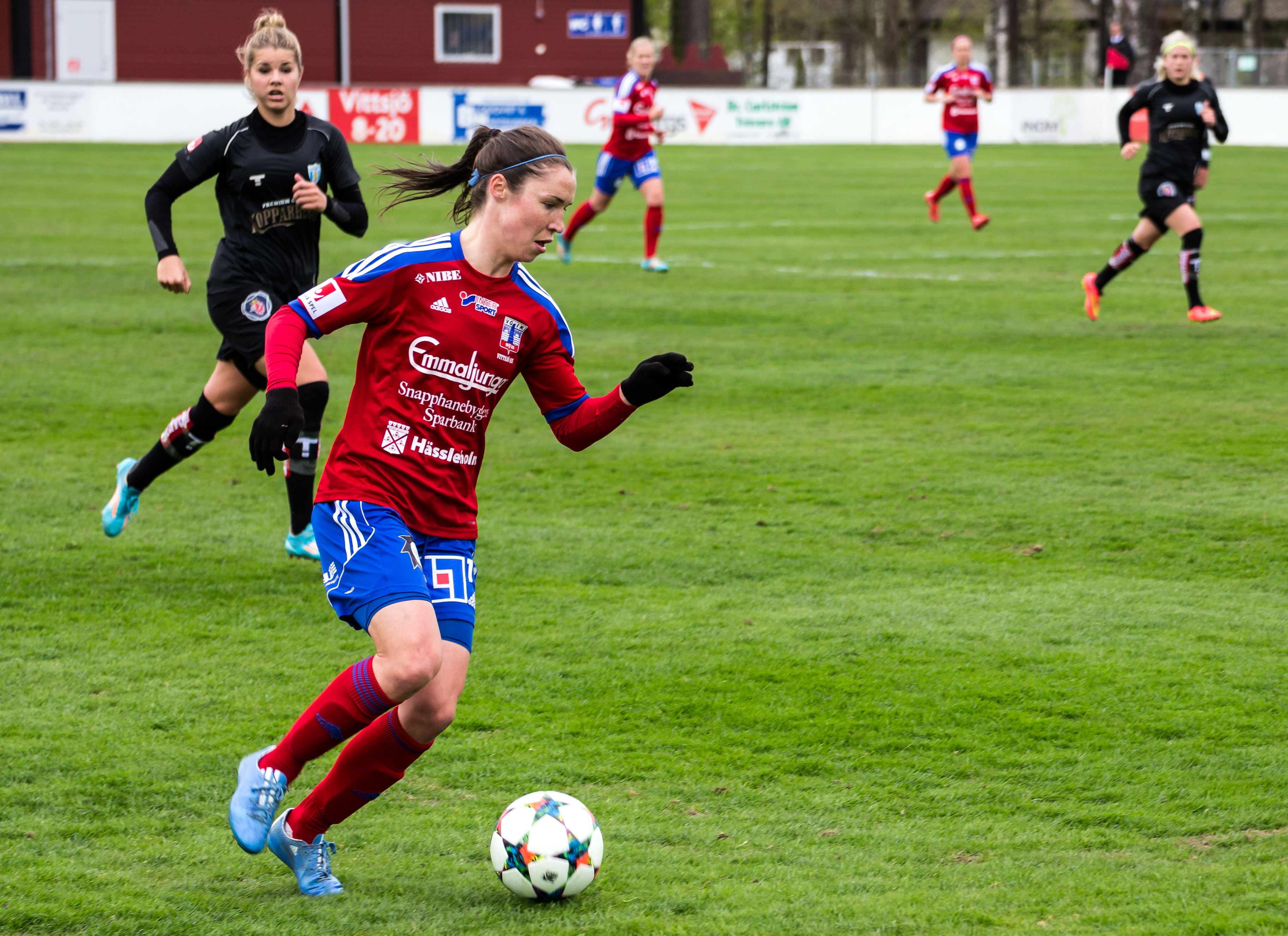
Ross im Trikot von Vittsjö GIK

Nach sechs Jahren wechselte sie in die Damallsvenskan zu Vittsjö GIK. Bei den Schwedinnen war sie zwar in drei Spielzeiten beste Torschützin ihrer Mannschaft, kam aber mit dem Verein nie über einen Platz im unteren Tabellenmittelfeld hinaus. 2015 erfolgte dann der Wechsel zurück ins Vereinigte Königreich zu Manchester City. Ihr erstes Spiel für City bestritt sie am 19. März 2016 beim 2:0 im FA Women’s Cup gegen Liverpool. Ihr erstes Tor für Manchester erzielte sie am 26. März 2016 im Liga-Spiel gegen Arsenal. Die Saison 2016 endete für sie mit der Meisterschaft, wozu sie in 16 Spielen als zweitbeste Torschützin acht Tore beitrug. In der „Spring Series“ genannten kurzen Übergangssaison 2017 der FA Women’s Super League kam sie nur in der Hälfte der Spiele zum Einsatz und erzielte zwei Tore. Für ManCity endete die Saison wie die folgende, in der sie in 13 Spielen drei Tore erzielte, als Vizemeister. In der UEFA Women’s Champions League 2016/17 erreichte sie mit ManCity das Halbfinale und konnte im Viertelfinale mit Fortuna Hjørring den Verein ausschalten, an dem sie bei ihrer letzten Teilnahme gescheitert war. Im Halbfinale war dann Seriensieger Olympique Lyon stärker. Sie kam im Halbfinale aber nicht zum Einsatz. Auch ein Jahr später war im Halbfinale Lyon besser, allerdings nur um ein Tor. Sie hatte mit vier Toren in der K.o.-Runde dazu beigetragen, dass ManCity das Halbfinale erreichte, wurde gegen Lyon aber wieder nicht eingesetzt.
Zur Saison 2018/19 wechselte sie zum Liganeuling West Ham United, der die Lizenz für einen frei gewordenen Platz erhalten hatte. Sie kam in allen 20 Ligaspielen zum Einsatz und trug mit sieben Toren dazu bei, dass der Neuling als Siebter in der Liga bleiben kann. Zur Saison 2019/20 wechselte sie zu Manchester United. Nach zwei Spielzeiten verließ sie den Club und wechselte zu den Rangers nach Glasgow.

### Nationalmannschaft
Ross nahm mit der schottischen U-19-Mannschaft an der U-19-Fußball-Europameisterschaft der Frauen 2008 teil, schied aber nach Niederlagen gegen Schweden, England und Deutschland in der Vorrunde aus. Für die schottische Fußballnationalmannschaft debütierte Ross am 10. März 2009 gegen England, als sie zur zweiten Halbzeit für Pauline Hamill eingewechselt wurde. Ihr erstes Tor für die A-Nationalmannschaft konnte sie fünf Monate später bei einer 2:5-Niederlage gegen Dänemark erzielen. 2012 wurde sie als Reservespielerin für das Team GB nominiert, das das Vereinigte Königreich beim olympischen Fußballturnier 2012 in London vertrat. Sie wurde dann aber nicht benötigt. In der Qualifikation für die WM 2015 war sie mit 13 Toren zusammen mit zwei anderen Spielerinnen zweitbeste europäische Torschützin.
In der Qualifikation für die EM 2017 gehörte sie mit zehn Toren zu den drei besten Torschützinnen, womit sie ein Drittel der schottischen Qualifikationstore erzielte und sich mit ihrer Mannschaft als bester Gruppenzweiter erstmals für die EM-Endrunde qualifizierte.
Am 3. März 2017 bestritt sie im Rahmen des Zypern-Cup 2017 gegen Südkorea ihr 100. Länderspiel.
Am 9. Juni 2017 erzielte sie beim 2:0 im Testspiel gegen Rumänien ihr 50. Länderspieltor.
Bei der EM wurde sie nur im ersten Spiel eingesetzt gegen England eingesetzt, das mit 0:6 verloren wurde. Nach einer 1:2-Niederlage gegen Portugal und einem 1:0-Sieg gegen Spanien schieden die Schottinnen als Gruppendritte aus.
In der Qualifikation zur WM 2019 gehörte sie zu den sieben Schottinnen, die alle acht Spiele mitmachten. Mit vier Toren war sie zusammen mit Erin Cuthbert beste Torschützin der Schottinnen, die sich erstmals für die WM qualifizierten, wo sie wie bei der EM im ersten Spiel auf England trafen.
Am 15. Mai 2019 wurde sie für die WM nominiert. Bei der WM wurde sie nur bei der 1:2-Niederlage gegen Ex-Weltmeister Japan eingesetzt. Schon zuvor hatten die Schottinnen gegen England mit 1:2 verloren. Nach einem 3:3 gegen Argentinien schieden die Schottinnen aus.
Bei der anschließenden misslungenen Qualifikation für die EM 2022 hatte sie sechs Einsätze und erzielte vier Tore. In den ersten sechs Spielen der Qualifikation für die WM 2023 wurde sie immer eingesetzt, wobei sie je dreimal ein- und ausgewechselt wurde. Im siebten Spiel, das mit 4:0 gegen die Ukraine gewonnen wurde, saß sie nur auf der Bank. Durch den Sieg qualifizierten sich die Schottinnen als Gruppenzweite für die Play-offs, in denen sie letztlich an Irland scheiterten, das sich damit erstmals für die WM qualifizierte. Ross kam aufgrund einer Knieverletzung bei diesen Spielen aber nicht mehr zum Einsatz und wurde erst im Februar 2024 wieder für den Pinatar Cup nominiert.
In der Qualifikation für die EM 2025 kam sie in vier Gruppenspielen zum Einsatz. Die Schottinnen qualifizierten sich als Gruppensiegerinnen für die Play-offs, wo sie letztlich an Finnland scheiterten, für die sie nicht nominiert wurde.
Am 10. Mai 2025 gab sie ihr Karriereende bekannt.

## Erfolge
- Schottischer Meister: 2008, 2009, 2010, 2011, 2012
- Scottish Women’s Cup: 2009, 2011, 2012
- Schottischer Ligapokal: 2008/09, 2009, 2012
- Torschützenkönigin der Scottish Women’s Premier League 2012 mit 20 Toren
- Englische Meisterin 2016
- Englische Ligapokalsiegerin 2016
- Englische Pokalsiegerin 2016/17
- Qualifikation für die EM 2017
- Qualifikation für die WM 2019